# Balthazar (bottiglia)

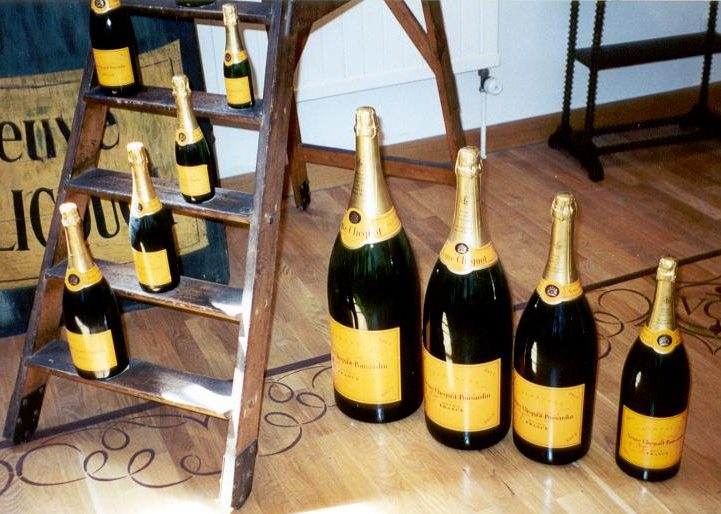
La bottiglia più grande

La balthazar è una bottiglia di vetro equivalente a 16 bottiglie "normali" (da 0,75 l), ossia a 12 litri.
Prende il nome da Baldassarre, uno dei tre re Magi. Può esistere nelle tre forme classiche, sciampagnotta, borgognotta e bordolese.